# Miroslav Ouzký
Miroslav Ouzký (ur. 18 sierpnia 1958 w m. Chlumec nad Cidlinou) – czeski polityk i lekarz, były poseł, deputowany do Parlamentu Europejskiego V (w 2004), VI i VII kadencji.

## Życiorys
W 1983 uzyskał dyplom lekarza medycyny na Uniwersytecie Karola w Pradze. Praktykował jako chirurg, był ordynatorem oddziału rehabilitacji. Od 2004 kieruje prywatną placówką lekarską.
Należy do Obywatelskiej Partii Demokratycznej, w latach 1994–2004 był radnym miasta Kadaň, a od 1998 jednocześnie deputowanym do czeskiej Izby Poselskiej. Reprezentował krajowy parlament w Zgromadzeniu Parlamentarnym Rady Europy.
Od 2003 był obserwatorem w Parlamencie Europejskim, a od maja do lipca 2004 deputowanym V kadencji w ramach delegacji krajowej. W 2004 z listy ODS został europosłem VI kadencji, w wyborach w 2009 z powodzeniem ubiegał się o reelekcję. W VII kadencji przystąpił do grupy Europejskich Konserwatystów i Reformatorów, został członkiem Komisji Ochrony Środowiska Naturalnego, Zdrowia Publicznego i Bezpieczeństwa Żywności.